# Listă de probleme nerezolvate în biologie
Acest articol listează probleme nerezolvate în prezent în biologie:

## Listă de probleme nerezolvate
Originea vieții
Exact cum și când a apărut viața pe Pământ? Care din numeroasele teorii este cea corectă?
Problema capului artropodelor
Îmbătrânirea biologică
Există un număr de teorii despre cauzele senescenței, incluzând unele care susțin că genele sunt programate pentru schimbare sau că procesele biologice produc daune acumulative.
Viață extraterestră
Există viață în spațiul cosmic din afara Pământului? Este posibil ca viața de pe planeta Pământ să se fi dezvoltat pe alte planete?
Paradoxul planctonului
Mare diversitate a fitoplanctonului pare să încalce principiul excluderii competitive.
Explozia Cambriană
Care este cauza diversificării aparent rapide a vieții animale multicelulare de la începutul Cambrianului ?
Aparatul Golgi
În teoria celulelor, care este exact mecanismul de transport al proteinelor prin aparatul Golgi ?
Evoluția sexului
Ce avantaje selective a condus la dezvoltarea reproducerii sexuale și cum anume s-a dezvoltat?
Migrația fluturelui Monarch
Cum se explică că după migrarea și trecerea mai multor generații acest fluture este capabil să se întoarcă în locul în care strămoșii lui și-au petrecut iarna?